# Apanteles acutus
Apanteles acutus är en stekelart som beskrevs av Papp 1971. Apanteles acutus ingår i släktet Apanteles och familjen bracksteklar. Inga underarter finns listade i Catalogue of Life.